# 세누마 마사카즈
세누마 마사카즈(일본어: 瀬沼 正和, 1978년 9월 7일 ~ )는 일본의 전 축구 선수이다.

## 구단 경력
과거 도쿄 베르디, 비셀 고베에서 활동하였다.